# Paul Malik
Paul Malik (* 5. Februar 1890 in Zielenzik; † 21. August 1976 in Potsdam) war ein deutscher Maler und Bühnenbildner.

## Leben und Werk
Malik half bereits als Volksschüler im Atelier des Stadttheaters Bromberg, wo er dann bis 1912 eine Ausbildung zum Bühnenbildner erhielt. Danach arbeitete er dort in seinem Beruf. 1914 erhielt er von der Firma des Karussellbauers Hugo Haase den Auftrag für die perspektivisch-farbige Ausgestaltung einer riesigen Gebirgsbahn auf der Schweizerischen Landesausstellung 1914 in Bern.
Malik arbeitete als Bühnenbildner am Stadttheater Bern und in Zürich und in Berlin bei Erwin Piscator an der Volksbühne am Bülowplatz. Daneben betätigte er sich als Maler und Zeichner. Er nahm als Soldat am Ersten Weltkrieg teil und wurde verwundet.
1926 zog er nach Potsdam. Einwohnerbücher verzeichnen ihn ab 1927 als Kunstmaler in der Sophienstraße 8. Er arbeitete u. a. unter Kurt Pehlemann (1878–1941) am Stadttheater Potsdam und am 1945 durch Bomben zerstörten Stadttheater Frankfurt/Oder. Er studierte auch ohne Abschluss einige Semester an der Kunstgewerbeschule in Bromberg und ein Semester an der Akademie der Künste (?) in Berlin.
Malik betätigte sich auch als Reiseschriftsteller und Pressezeichner. U.a. bereiste er für die Potsdamer Akademische Verlagsgesellschaft Athenaion Europa, um Bilder für ein großes geographisches Werk zu malen. In der Zeit des Nationalsozialismus war er Mitglied der Reichskammer der bildenden Künste und des Frontkämpferbundes bildender Künstler.
Bis 1945 nahm Malik als Soldat der Wehrmacht am Zweiten Weltkrieg teil. Danach arbeitete er wieder in Potsdam. Er beteiligte sich als Mitglied des Potsdamer Kunstvereins aktiv am kulturellen Neuaufbau. Er arbeitete nun vor allem als Pressezeichner für Potsdamer und Berliner Tageszeitungen, darunter mehr als zwanzig Jahre für die Berliner Zeitung, und für den Heimatkalender Potsdamer Land.
1952 wurde Malik Mitglied des Verbands Bildender Künstler der DDR.
Teile des Nachlasses Maliks befinden sich u. a. im Potsdam Museum, darunter 25 kleinformatige Gemälde und mehrere Zeichnungen, im Berliner Märkischen Museum und im Heimatmuseum Kyritz.

## Werke (Auswahl)

### Zeichnungen
- Überschwemmung im Nuthetal (Aquarell 1950)[1]
- Der Große Ravensberg. Märkische Landschaft (Aquarell 1951)[2]
- Rokokohaus des Nadlermeisters Johann Christoph Knoblauch, Poststr. 23 (1964, Federzeichnung, 30 × 22,5 cm; Stadtmuseum Berlin)[3]

### Essayistische Publikation
- Balkanfahrt. In: Athenaion Blaetter. Potsdam, 2/1933

## Ausstellungen (mutmaßlich unvollständig)
- 1936: München („Die Straßen Adolf Hitlers in der Kunst“)
- 1939 und 1940 Berlin, Haus der Kunst bzw. Ausstellungsraum der AWAG (Frühjahrsausstellungen des Frontkämpferbundes bildender Künstler)
- 1949 und 1979: Potsdam, Bezirkskunstausstellungen